# OZ–88

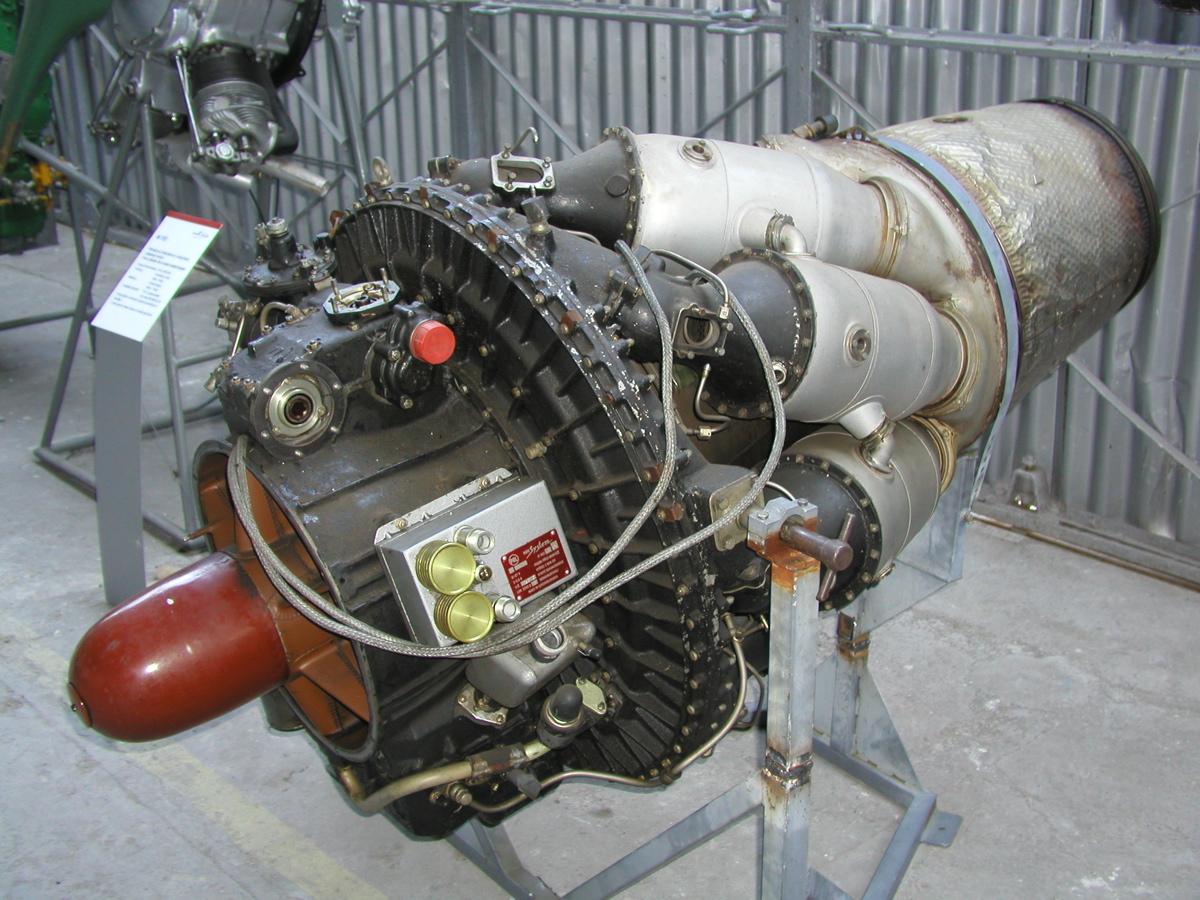
A jégtelenítő rendszerben használt gázturbinás sugárhajtómű, a Motorlet M701

Az OZ–88 (Odmrazovací zařízení, magyarul: Leolvasztó Berendezés) csehszlovák mobil jégtelenítő berendezés, amelyet főként a repülőtéri felületek hótól és jégtől való megtisztítására terveztek. A LOM Praha cég fejlesztette ki és gyártotta. A rendszert egy Praga V3S-M2 teherautó alvázára telepítették. A jégtelenítéshez szükséges forró gázsugár előállítására az L–29 Delfín kiképző repülőgépeken használt hajtómű, egy Motorlet M701 vagy M701C gázturbinás sugárhajtómű szolgált.
Működési elve az volt, hogy a forró gázsugárral felolvasztotta, majd elpárologtatta a jeget és a havat. A gázturbinából kilépő magas hőmérsékletű égéstermék károsíthatta a repülőtér betonfelületeit, ezért a forró gázsugarat hűtötték. Erre a fúvócsőre szerelt sugárszivattyú szolgált, amelynek keverőterében a magas hőmérsékletű égéstermék és a beszívott hideg levegő keveredett. Ezáltal nőtt a szállított gázmennyiség és a kilépő gázsugár hőmérséklete normál üzemmódban 550°C-ra csökkent, a maximális teljesítménynél 600°C volt. A gázturbinás sugárhajtómű üzemanyagfogyasztása alapjáraton 320 l/h, jégtelenítő üzemmódban 370–780 l/h.
A jégtelenítő rendszer gázturbinás sugárhajtóművét egy forgó asztalon helyezték el. A beépített hajtómű így vízszintes síkban mindkét irányba 90°-ra, a függőleges síkban lefelé 20°-ig, felfelé 30°-ig volt kitéríthető. A forgóasztalon helyezkedett el a kezelő fülkéje is. A gázturbinás sugárhajtómű 1800 literes sárga üzemanyagtartálya a vezetőfülke mögött kapott helyet. A járművek volt olyan változata is, amelynél két függőlegesen beépített kerozinos üzemanyagtartályt használtak, ez esetben a tartályok összes befogadókapacitása 2000 liter volt. A jármű maximális sebessége 30 km/h, jégmentesítés közben a maximális sebessége 10 km/h.